# دهستان رحمت‌آباد (رودبار)
دهستان رحمت‌آباد (رودبار) نام دهستانی در بخش رحمت‌آباد و بلوکات شهرستان رودبار، استان گیلان در ایران است. براساس سرشماری مرکز آمار ایران در سال ۱۳۸۵، جمعیت آن ۴۸۵۵ نفر (۱۴۳۴ خانوار) بوده‌است.